# 斯蒂凯
47°3′57″N 33°12′27″E / 47.06583°N 33.20750°E
斯蒂凯（烏克蘭語：Стійке），2024年9月前名为契卡洛韦（烏克蘭語：Чкалове），是位於烏克蘭南部的村莊，由赫爾松州贝里斯拉夫区的大亚历山德里夫卡市镇負責管轄。該村始建於1945年，面積0.99平方公里，海拔高度65米，2001年人口677，人口密度每平方公里687.3人。
2024年9月19日，乌克兰最高拉达将此村的名字改为斯蒂凯。